# Arturo Silvestri
Pour les articles homonymes, voir Silvestri.
Arturo Silvestri est un footballeur italien né le 14 juin 1921 à Fossalta di Piave et mort le 13 octobre 2002 à Pise. Jouant au poste de défenseur, il est principalement connu pour sa carrière au Modène FC, à l'AC Milan et à l'Hellas Vérone, ainsi que pour sa carrière d'entraîneur.

## Biographie

### En club
Arturo Silvestri commence sa carrière professionnelle en 1937 à Sandonà (en), où il joue jusqu'en 1941, accumulant 41 apparitions et inscrivant 3 buts. Repéré pour ses qualités de défenseur, il est recruté par la Fiorentina pour la saison 1941-1942. Il est prêté à Pontedera en 1942, avant de rejoindre définitivement le Pise Calcio la même année,,.
À Pise, Silvestri trouve un club où il peut s'épanouir, jouant 114 matchs et marquant 2 buts en l’espace de cinq saisons, de 1942 à 1947. En 1947, il signe au Modena FC, où il dispute 109 rencontres et en inscrivant 8 buts durant ses trois années au club,.
En 1950, Silvestri est recruté par l'AC Milan, où il connaît la période la plus glorieuse de sa carrière de joueur. Pendant cinq saisons, il s’impose et contribue activement aux succès du club. Il dispute 158 matchs pour les rossoneri et marque 7 buts. Avec Milan, il est sacré Champion d'Italie en 1955 et 1957, inscrivant son nom parmi les grands joueurs de l’époque,.
Après son passage à Milan, Silvestri termine sa carrière de joueur avec le Hellas Vérone lors de la saison 1955-1956, où il dispute 12 matchs et marque un dernier but en professionnel,.
Au total, il dispute 229 matchs pour 8 buts inscrits en première division italienne.

### En sélection
Arturo Silvestri est également sélectionné pour l'équipe d'Italie de football en 1951, avec laquelle il dispute 3 matchs : il joue deux matchs amicaux contre le Portugal et la Yougoslavie et un match de Coupe internationale 1948-1953 contre la Suisse.

### Entraîneur
Après sa retraite de joueur, Silvestri entame une carrière d’entraîneur en 1957, en prenant en charge Trévise FBC jusqu'en 1959. Il continue ensuite à diriger plusieurs clubs de Serie A et de Serie B.
Entre 1959 et 1960, il entraîne Livourne, avant de prendre les rênes de Cagliari de 1961 à 1966. En 1966, il est nommé entraîneur de l'AC Milan, club avec lequel il avait remporté des titres en tant que joueur, bien qu’il y reste seulement une saison.
Silvestri poursuit ensuite sa carrière d'entraîneur à Vicence (1967-1968), Brescia (1968-1969) et Genoa (1970-1974). Il achève sa carrière avec le club de Lucchese.

### Palmarès
AC Milan
- Serie A :
  - Champion : 1950-51 et 1954-55.

- Coupe latine :
  - Vainqueur : 1951.
  - Finaliste : 1953.

### Entraîneur
Cagliari
- Serie C :
  - Champion : 1961-62

 Genoa
- Serie B :
  - Champion : 1972-73

- Serie C :
  - Champion : 1970-71

 AC Milan
- Coupe d'Italie :
  - Vainqueur : 1966-67